# Nedžad Sinanović
Nedžad Sinanovič (ur. 29 stycznia 1983 w Zavidovići) – bośniacki koszykarz, grający na pozycji środkowego.

## Kariera zawodnicza
- 2002–2003: Zenica Celik Citluk
- 2003–2005: RBC Verviers-Pepinster
- 2005–2008: Real Madryt
- 2008–2009: FC Köln99ers